# 2. Kavallerie-Brigade (Deutsches Kaiserreich)
Die 2. Kavallerie-Brigade war ein Großverband der Preußischen Armee.

## Geschichte
Im Zuge der Bildung des I. Armee-Korps wurde die 2. Kavallerie-Brigade durch Verordnung des Kriegsministeriums zum 1. April 1890 in Insterburg als 37. Kavallerie-Brigade aufgestellt und tauschte zum 1. April 1899 mit der  2. Kavallerie-Brigade die Kennzeichnung.
Sie war ab 1899 Teil der 2. Division, die dem I. Armee-Korps in Königsberg zugeordnet war. Mit Kriegsbeginn im August 1914 war sie Teil der 1. Kavallerie-Division.

### Gliederung
- 1890 bis 1902

Dragoner-Regiment von Wedel (Pommersches) Nr.11, Litthauisches Ulanen-Regiment Nr. 12
- 1902 bis 1913

Ulanen-Regiment „Graf zu Dohna“ (Ostpreußisches) Nr. 8, Lithauisches Ulanen-Regiment Nr.12
- 1913 bis 1914

Lithauisches Ulanen-Regiment Nr.12, Jäger-Regiment zu Pferde Nr. 9
- Kriegsgliederung 1914 bis 1918

Wie vor

### Erster Weltkrieg
Die Brigade war ausschließlich an der Ostfront eingesetzt. Zu den Kampfhandlungen, Gefechten und Schlachten siehe Kampfgeschehen der 2. Kavallerie-Division. 

### Brigadekommandeure
| Name                           | Datum                                               |
| ------------------------------ | --------------------------------------------------- |
| 37. Kavallerie-Brigade         |                                                     |
| Otto von Rosen                 | 1. April 1890 bis 21. März 1891                     |
| Moritz von Kraatz-Koschlau     | 22. März 1891 bis 19. Mai 1893                      |
| Magnus von Natzmer             | 20. Mai 1893 bis 15. Juni 1894                      |
| Maximilian Reinhard von Lange  | 16. Juni 1894 bis 31. März 1898                     |
| Robert Kunhardt von Schmidt    | 1. April 1898 bis 31. März 1899                     |
| 2. Kavallerie-Brigade          |                                                     |
| Robert Kunhardt von Schmidt    | 1. April 1899 bis 1. August 1900                    |
| Adolf Willich gen v. Poellnitz | 2. August 1900 bis 12. Februar 1906                 |
| Maximilian von Boehn           | 13. Februar 1906 bis 19. März 1911                  |
| Carl von Wrochem-Gellhorn      | 20. März 1911 bis 18. Juli 1911                     |
| Robert Freiherr von Kap-herr   | 19. Juli 1911 bis 2. Oktober 1914                   |
| Paul von Below                 | 3. Oktober 1914 bis 23. Juni 1919 (Demobilisierung) |